# 남원고등학교
남원고등학교(南原高等學校)는 대한민국 전북특별자치도 남원시 향교동에 있는 공립 고등학교이다.

## 학교 연혁
- 1955년 5월 17일 : 남원고등학교 6학급 설립인가
- 1955년 7월 22일 : 남원고등학교 개교
- 1996년 11월 26일 : 강당(284평) 준공
- 2001년 6월 2일 : 교룡학사 준공(3층 슬라브 300평)
- 2003년 9월 5일 : 특별교실 준공(3층 슬라브 434평)
- 2005년 3월 1일 : 18학급으로 감축
- 2009년 10월 19일 : 기숙형 고등학교 지정(교육과학기술부)
- 2012년 1월 5일 : 교룡학사 개축(일반실 36실, 장애우실 1실)
- 2014년 12월 29일 : 시청각실 준공
- 2022년 9월 1일 : 제24대 신희철 교장 부임
- 2024년 2월 2일 : 인조잔디 운동장 준공
- 2024년 2월 7일 : 제67회 104명 졸업(총 졸업생수 14,508명)
- 2024년 3월 4일 : 신입생 입학 121명 6학급(총 18+1학급)

## 참고 자료
- 남원고등학교 - 한국교육학술정보원 학교알리미